# Prince Rupert, British Columbia
Prince Rupert là một thành phố cảng thuộc tỉnh British Columbia, Canada. Vị trí của nó là trên Đảo Kaien gần Alaska panhandle. Thành phố cảng này là trung tâm giao thông đường bộ, đường hàng không và đường thủy của Bờ biển phía Bắc của British Columbia và có dân số 12.220 người (Statistics Canada, 2016).

## Lịch sử

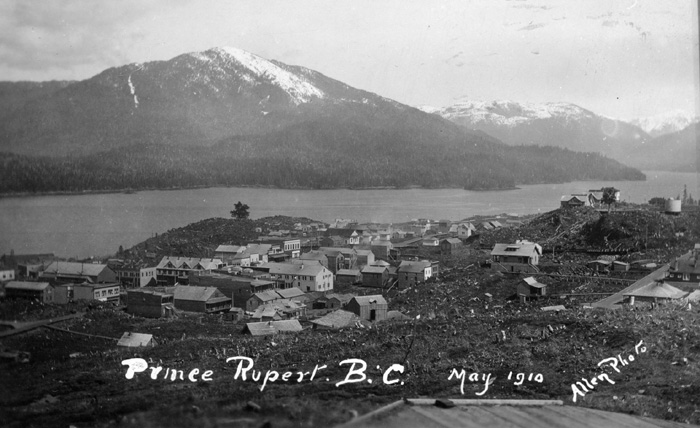
Prince Rupert, tháng 5 năm 1910. Nhìn từ phía bắc về phía núi Morse.

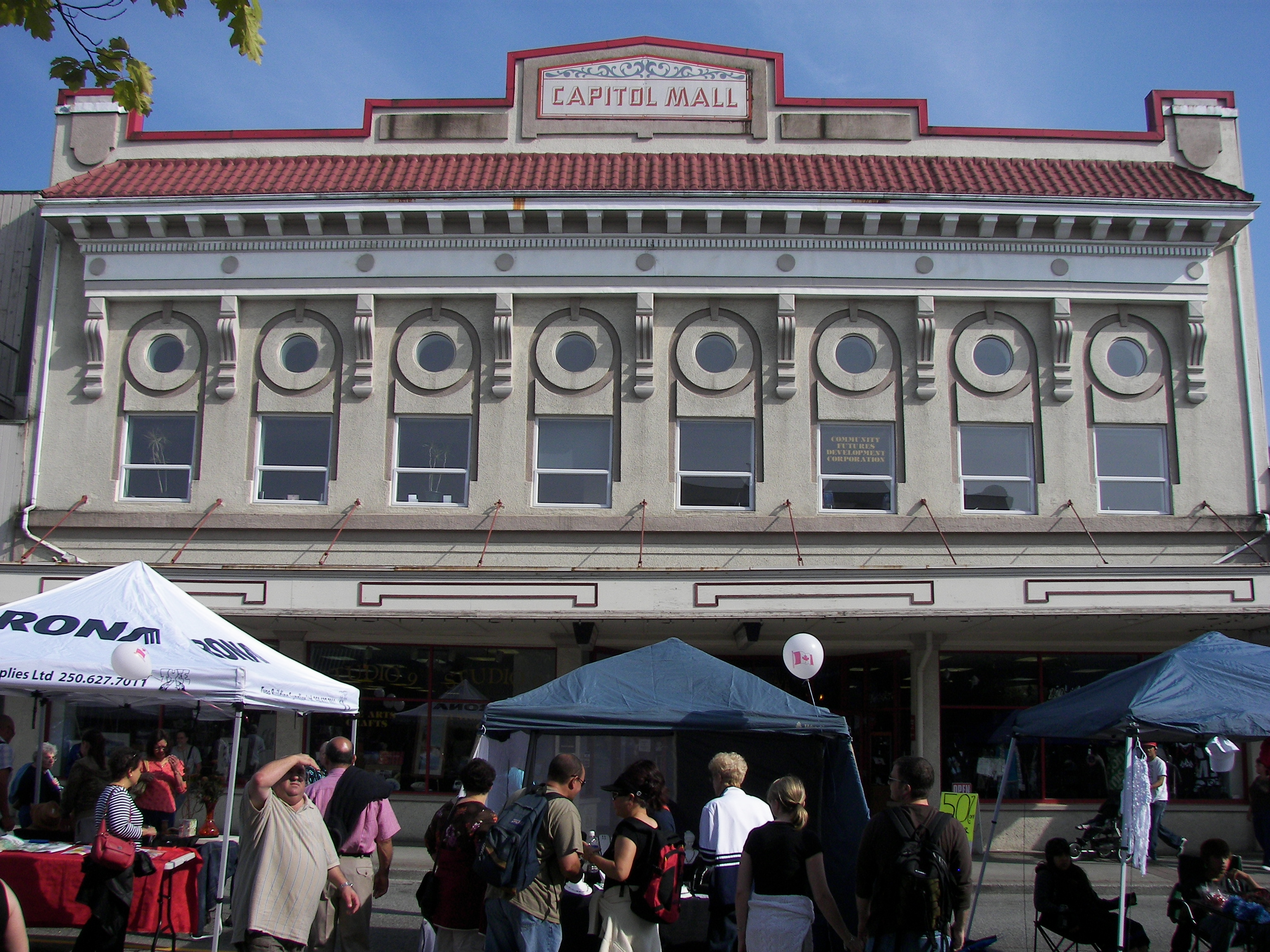
Nhà hát Capitol cũ xây năm 1928.

Prince Rupert được hợp nhất vào ngày 10 tháng 3 năm 1910. Nó được đặt tên cho Prince Rupert of the Rhine, Thống đốc đầu tiên của Công ty Vịnh Hudson, là kết quả của một cuộc thi mở do Grand Trunk Railway tổ chức, giải thưởng dành cho đó là $250. Trước khi khai trương Grand Trunk Pacific Railway (GTP), nơi đã phát triển một bến cuối tại Prince Rupert, trung tâm kinh doanh ở Bờ biển phía Bắc là Port Essington trên Sông Skeena. Sau khi thành lập Hoàng tử Rupert tại bến cuối phía tây của GTP, nhiều doanh nghiệp đã bỏ qua Cảng Essington, khiến nó phải thoái lui đến một cộng đồng đánh cá.